# 대한민국 민법 제334조
대한민국 민법 제334조는 피담보채권의 범위에 대한 민법 조문이다.

## 조문
제334조(피담보채권의 범위) 질권은 원본, 이자, 위약금, 질권실행의 비용, 질물보존의 비용 및 채무불이행 또는 질물의 하자로 인한 손해배상의 채권을 담보한다. 그러나 다른 약정이 있는 때에는 그 약정에 의한다.